# 伯達馬塞爾
伯達馬塞爾（1882年12月5日—1961年4月11日），又譯作帕德玛·萨马舍尔·江格·巴哈杜尔·拉纳，是尼泊尔的政治家、首相。1945年11月29日至1948年4月30日担任尼泊尔首相（當時中文譯作尼泊爾總理）。
1946年11月，曾獲中華民國頒授寶鼎勳章及陸軍上將銜。